# Riparia cincta
A Riparia cincta a verébalakúak (Passeriformes) rendjébe, ezen belül a fecskefélék (Hirundinidae) családjába és a Riparia nembe tartozó faj. 17 centiméter hosszú. Angola, Benin, Botswana, Burkina Faso, Burundi, Csád, a Dél-afrikai Köztársaság, Dél-Szudán, Elefántcsontpart, Eritrea, Etiópia, Ghána, Kamerun, Kenya, a Kongói Demokratikus Köztársaság, a Kongói Köztársaság, a Közép-afrikai Köztársaság, Malawi, Mozambik, Namíbia, Niger, Nigéria, Ruanda, Szváziföld, Tanzánia, Togo, Zambia, Zimbabwe és Uganda szubtrópusi és trópusi füves területein, szavannáin él, 3000 méteres tengerszint feletti magasságig. Afrika déli részeiről a kontinens egyenlítői vidékére vándorol. Rovarokkal táplálkozik. Fészkét meredek homokos partba vagy földbe ásott 60–90 cm hosszú üregbe helyezi. Fészekalja 2-4 tojásból áll, melyet a pár felváltva költ.

## Alfajok
- R. c. erlangeri (Reichenow, 1905) – Eritrea, Etiópia;
- R. c. suahelica (van Someren, 1922) – Dél-Szudán, délkelet-Kongói Demokratikus Köztársaság, Uganda, nyugat-Kenya, Ruanda, Burundi, északnyugat- és dél-Tanzánia, Zambia, Malawi, észak-Zimbabwe, nyugat-Mozambik;
- R. c. parvula (Amadon, 1954) – észak-Angola, északnyugat-Kongói Demokratikus Köztársaság, északnyugat-Zambia, északra vándorol legalább Kamerunig;
- R. c. xerica (Clancey & Irwin, 1966) – nyugat- és dél-Angola, észak-Namíbia, észak-Botswana;
- R. c. cincta (Boddaert, 1783) – dél-Zimbabwe, délkelet-Botswana, Dél-afrikai Köztársaság, Szváziföld, északra vándorol legalább Angoláig és a Kongói Demokratikus Köztársaságig.

## Fordítás
- Ez a szócikk részben vagy egészben  a   Banded martin című angol Wikipédia-szócikk fordításán alapul.  Az eredeti cikk szerkesztőit annak laptörténete sorolja fel. Ez a jelzés csupán a megfogalmazás eredetét és a szerzői jogokat jelzi, nem szolgál a cikkben szereplő információk forrásmegjelöléseként.